# Kelurahan Pasawahan (administrativ by i Indonesien, Jawa Barat)
Kelurahan Pasawahan är en administrativ by i Indonesien.   Den ligger i provinsen Jawa Barat, i den västra delen av landet, 120 km sydost om huvudstaden Jakarta. Kelurahan Pasawahan ligger vid sjön Situ Hiyang.